# IBP 190
IBP 190 (190) је професионални рачунар фирме IBP који је почео да се производи у Немачкој током 1989. године.
Користио је Motorola MC 68000 микропроцесорску јединицу а RAM меморија рачунара је имала капацитет од 1 / 2 / 4 MB. 
Као оперативни систем кориштен је TOS + GEM.

## Детаљни подаци
Детаљнији подаци о рачунару 190 су дати у табели испод.
|                       |                                                                     |
| [ 1 ]                 |                                                                     |
| Произвођач            |                                                                     |
| Тип                   | професионални рачунар                                               |
| Меморија              | 1 / 2 / 4 MB                                                        |
| Поријекло             | Њемачка                                                             |
| Година                | 1989                                                                |
| Тастатура             |                                                                     |
| Процесор              |                                                                     |
| Фреквенција процесора | 8                                                                   |
| RAM                   | 1 / 2 / 4 MB                                                        |
| ROM                   | 192 KB                                                              |
| Текст                 | 40 / 80 знакова x 25 линија                                         |
| Графика               | 320 x 200 / 640 x 200 / 640 x 400 тачака                            |
| Боја                  | 16 (320 x 200), 4 (640 x 200), монохроматски (640 x 400) између 512 |
| Звук                  | 3 FM канала, 8 октава                                               |
| Димензије             | 50,2 (ширина) x 38,1 (висина) x 29,2 (дубина) / 21 .                |
| Портови               |                                                                     |
| Оперативни систем     |                                                                     |